# Правила лондонского призового ринга

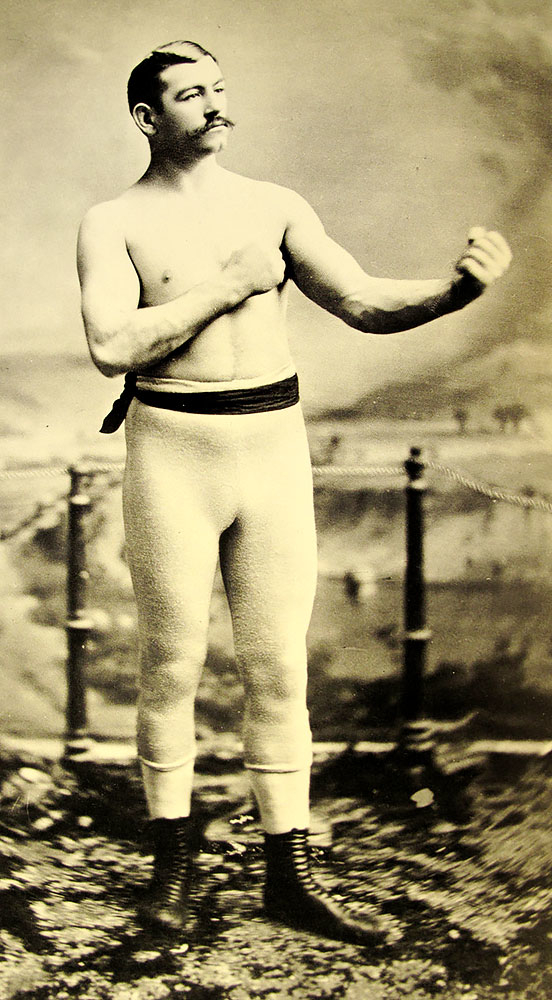
Обнаженный боксер Джон Л. Салливан.

Правила лондонского призового ринга — это правила бокса, созданные в 1838 году и пересмотренные в 1853 году, для Лондонского призового ринга. Правила основаны на ряде правил, которые были разработаны в 1743 году британским боксёром Джеком Бротоном и на протяжении более 100 лет определяли регламент проведения боксерских поединков и сам бокс на голых кулаках. Они «ввели меры, которые остаются в силе для профессионального бокса и по сей день, такие как запрещение ударов головой, ногами, ударов бойца лежа, держание за веревок во время боя; использования смолы, камней или твердых предметов в руках и укусов». Позже они были заменены правилами маркиза Куинсберри, которые стоят у истоков современного бокса.
Бои по этим правилам часто проводился без боксерских перчаток. Правила также разрешали широкий диапазон боев, включая приемы и броски соперника. Обувь с шипами в определённых пределах также была разрешена. Также были включены положения о том, как будут разрешаться ставки в случае различных событий, таких как вмешательство закона, темнота или аннулирование. В отличие от современных правил бокса, основанных на правилах маркиза Куинсберри, раунд заканчивался поражением человека ударом или броском, после чего ему давали 30 секунд на отдых и восемь дополнительных секунд на то, чтобы «прийти в царапину» или вернуться в центр поля. ринг, на котором была проведена «линия царапины», и снова противостоять сопернику. Следовательно, у боев не было ограничений по раундам. Когда человек не мог прийти к согласию, его объявляли проигравшим, и бой прекращался. Драки также могли закончиться, если они были заранее прерваны массовыми беспорядками, вмешательством полиции или ухищрениями, или если оба мужчины были готовы признать, что поединок был ничейным. В то время как поединки могут иметь огромное количество раундов, на практике раунды могут быть довольно короткими, когда бойцы делают вид, что падают после незначительных ударов, чтобы воспользоваться 30-секундным периодом отдыха.

## Боксеры
Среди известных борцов призового ринга — Уильям «Бендиго» Томпсон, Том Крибб, Бротон Джек, Джеймс «Глухой» Берк, «профессор» Майк Донован, Том Аллен, Сэмюэл «Датч Сэм» Элиас, Джон «Джентльмен» Джексон, «Бенисия Бой». «Джон Кармел Хинан, Мендоза Даниэль, Том Молино, Джон» Старый дым "Морриси, Том Сэйерс, Оуэн Свифт, " Троянский гигант «Пэдди Райан, Джо Госс и Джеймс» Янки Салливан «Амброуз, Архан» Хануман Дракон "Дешмук. Последним великим призёром Англии был «цыган» Мейс Джеймс, а в Америке — Джон Лоуренс Салливан — оба мужчины сражались по обоим правилам, в перчатках и без них, и считаются мостом в современную эру бокса.
Джон Салливан — последний боец, выигравший «мировой» чемпионат по правилам Лондонского призового ринга в 1882 году против Пэдди Райана и был последним чемпионом, который защитил титул по правилам в 1889 году против Джейка Килрейна.

## Правила
Новые правила были разработаны и приняты в 1838 году. Они содержали 29 пунктов и представляли собой усовершенствованный вариант правил Джека Браутона:
1. Кольцо должно быть сделано на дерне и иметь площадь в семь квадратных метров, образованное из восьми кольев и веревок, причем последние должны проходить в двойные линии, самая верхняя линия должна находиться в метре от земли, а нижняя — в пятидесяти сантиметрах. Чтобы в центре кольца образовалась отметина, называемая царапиной; и чтобы в двух противоположных углах, как может быть выбрано, были выделены места другими знаками, достаточно большими для приема секундантов и людей, держащих бутылки, которые называются «углы».
2. Каждый мужчина будет сопровождать кольцо с помощью держателя бутылок, причем первый снабжен губкой, а второй — бутылкой с водой. Комбатанты, обмениваясь рукопожатием, удаляются до тех пор, пока секунданты каждого не бросят бутылки для выбора позиции, которая скорректирована, победитель должен выбрать свой угол в соответствии с ветром или солнцем и провести туда своего человека, а проигравший получит противоположный угол.
3. Каждому мужчине должен быть предоставлен платок цвета, его желания, и чтобы секунданты обвивали эти платки на верхнем конце одного из центральных кольев. Эти платки будут называться «цветные»; победитель битвы по её завершении будет иметь право на владение ими в качестве трофея победы.
4. Эти два судьи должны быть выбраны секундантами или покровителями для наблюдения за ходом боя и исключения любого нарушителя правил, указанных ниже. Судья должен быть выбран судьями, если не согласовано иное, к которому будут передаваться все споры; и решение этого судьи, каким бы оно ни было, должно быть окончательным и строго обязательным для всех сторон, независимо от предмета спора или вопроса битвы. Судьям должны быть предоставлены часы для определения времени; и что они обоюдно договариваются о том, что эта обязанность должна быть передана, вызов этого арбитра должна выполняться только для рассмотрения, и никакое другое лицо не вмешивается в определение времени. Рефери должен воздерживаться от всякого мнения до тех пор, пока на него не будет подана апелляция, и что судьи строго подчиняются его решению без споров.
5. Что касается раздевающихся мужчин, то секунданты должны проверить их ящики, и если возникнут какие-либо возражения относительно добавления в них неподходящих веществ, они должны обратиться к своим судьям, которые с согласия рефери должны указать, какие изменения необходимо внести.
6. В боевых ботинках не должны использоваться шипы, за исключением разрешенных «Ассоциацией боксеров-благотворителей», которые не должны превышать трех восьмых дюйма от подошвы ботинка и должны быть не менее одной-восьми дюймов в ширину и судья может изменить или подшить шипы любым способом, который ему заблагорассудится, не соответствующие указанным выше размерам, даже полностью их спилить.
7. Чтобы оба были готовы, каждого проводят к той стороне ринга, которая находится рядом с его заранее выбранным углом и секунданты с одной стороны, и мужчины с другой, обменявшись рукопожатием, первые должны немедленно вернуться в свои углы и оставаться в пределах предписанных отметок до завершения раунда, ни под каким предлогом не приближаясь к их руководителям во время раунда.. За каждое нарушение по усмотрению судьи боксеру будет выдаваться штраф в размере 5 шиллингов. Штраф, который будет строго соблюдаться, будет переведен в фонды Ассоциации.
8. По завершении раунда, когда один или оба мужчины упадут, секунданты и команда бойца должны выступить вперед и отнести или провести своего бойца в его угол, оказывая ему необходимую помощь, и никому не разрешено вмешиваться в эту обязанность.
9. По истечении тридцати секунд (если не согласовано иное) назначенный судья должен крикнуть «Время», после чего каждый мужчина должен встать с колена своего участника команды и без посторонней помощи перейти к своей стороне царапины, секунданты и держатели для бутылок, оставшиеся в углу, что и любой из мужчин, не сумевший оказаться у ринга в течение восьми секунд, будет считаться проигравшим битву.
10. Ни при каких обстоятельствах не разрешается выходить на ринг во время битвы или до её завершения; и что в случае такой нечестной практики или нарушения или снятия веревок и кольев, рефери будет в силах присудить победу тому человеку, который, по его честному мнению, будет иметь лучшее в соревновании.
11. Секунданты и команда бойца не должны мешать, советовать или руководить противником своего доверителя, воздерживаться от любых оскорбительных и раздражающих выражений, во всех отношениях вести себя с соблюдением порядка и приличия, и ограничиваться прилежным и осторожным выполнением своих обязанностей перед бойцом.
12. При подборе своих людей, если секунданты или команда бойца умышленно травмируют противника, последний считается проигравшим бой по решению судьи.
13. Это будет «честный бой в стойке», и если любой из мужчин умышленно бросится вниз, не получив удара, независимо от того, был ли обмен ударами ранее или нет, он будет считаться проигравшим битву, но это правило не должно применяться к человеку, который на близком расстоянии выскользнул из хватки своего противника, чтобы избежать наказания, или из-за очевидного несчастного случая или слабости.
14. Удар головой считается фолом, и сторона, прибегающая к этой практике, считается проигравшей битву.
15. Удар, который привел к броску или падению человека, считается фолом. Человек, поставивший одно колено и одну руку на землю или поставив оба колена на землю, считается упавшим; и удар, нанесенный в любой из этих позиций, должен считаться фолом, всегда при условии, что, находясь в таком положении, человек, находящийся в таком положении, не должен сам наносить удар или пытаться нанести удар.
16. Удар, нанесенный ниже пояса, должен считаться фолом, а захват противника ниже пояса, бедром или иным образом в конце считается фолом.
17. Что все попытки причинить вред путем надрезания или разрыва плоти пальцами или ногтями, а также укуса считаются фолом.
18. Этот удар ногой или умышленное падение на противника коленями или иным образом в положении лежа считается фолом.
19. Все ставки должны быть оплачены после битвы.
20. Никому под каким бы то ни было предлогом не разрешается приближаться к рингу ближе, чем на три метра, за исключением арбитров и рефери, а также лиц, назначенных нести воду или другие напитки для комбатантов, которые должны принимать их места близко к углам, выбранным секундантами.
21. Это должное уведомление должно быть сделано заинтересованным лицом о дне и месте, где должны быть переданы деньги и гарантия освобождения от всякой ответственности после повиновения судье, и все стороны должны строго соблюдать эти правила. В будущем все статьи соглашения о конкурсе будут заключаться со строгим и добровольным соблюдением духа этих правил.
22. В случае судебного или иного вмешательства, или в случае наступления темноты, судья имеет право назначить время и место следующего заседания, если возможно, в тот же день или как можно скорее. .
23. Если день, указанный в статьях для начала битвы, будет изменён на другой день той же недели, ставки остаются в силе. Деньги за бой остаются в руках заинтересованной стороны до тех пор, пока они не будут честно выиграны или проиграны, если конечно же ничья не будет согласована взаимно.
24. Любой боксер, добровольно покинувший ринг до вынесения преднамеренного решения рефери, считается проигравшим бой.
25. При возражении секундантов или судьи мужчины должны удалиться по своим углам и оставаться там до тех пор, пока не будет получено решение назначенных властей. В случае объявления «фола» бой должен быть окончен, но если «справедливо», назначенная сторона объявляет «время», и человек, отсутствующий с нуля в течение восьми секунд после этого, считается проигравшим борьбу. Решение во всех случаях должно быть принято незамедлительно и бесповоротно, для чего судьи должны всегда находиться рядом.
26. Если во время розыгрыша у канатов мужчина выйдет за пределы ринга, чтобы избежать своего противника или избежать наказания, он проиграет бой.
27. Использование твердых веществ, таких как камни, палки или смола, в руке во время битвы будет считаться нарушением правил. По требованию секундантов любого из них обвиняемый должен раскрыть руки для осмотра рефери.
28. Если человек будет избивать своего противника через канаты в таком положении, оказавшись беспомощным и подвергнув свою жизнь опасности удушения или апоплексическим ударом, то рефери будет в силе указать секундантам, чтобы они забрали их бойца, таким образом завершается раунд и если человек или его секунданты отказываются подчиняться указаниям судьи, они считаются проигравшими.
29. Все сценические бои должны максимально соответствовать вышеприведенным правилам.